# Бурджанадзе, Варлам Амиранович
Варлам Амиранович Бурджанадзе (груз. ვარლამ ამირანის ძე ბურჯანაძე, 23 января 1873 года, село Обча, ныне Багдатский муниципалитет — 17 октября 1941 года, Тбилиси) — грузинский политик и педагог.

## Биография
В 1896 году окончил Горийскую семинарию, по окончании преподавал во многих районах Грузии. Читал лекции в Народном университете, был членом театрального общества Кутаиси и долгие годы возглавлял Бюро нелегального кружка учителей, за что был выслан из Кутаиси.
В 1911 году по решению Общества по распространению грамотности среди грузин он был назначен руководителем грузинской школы, из которой он был исключен на два с половиной года как неуверенный в себе человек. Переехал в Баку и начал работать руководителем местной грузинской школой. Это также вызвало гнев местных властей, школа была запрещена.
В 1914 году был избран секретарем Грузинского литературного общества, где работал до его ликвидации в 1927 году.
26 мая 1918 года подписал Декларацию независимости Грузии.
С 1919 по 1921 год редактировал журнал «Образование». Его перу принадлежит более 150 методических статей. Он также создал «Хрестоматию грузинского языка для школ», а вместе с Шио Арагвиспирели и Иваном Гомартели разработал практический курс обучения русскому языку. Бурджанадзе был арестован в 1930 году за политическую оппозиционность властям, но освобожден через три года и продолжил свою преподавательскую деятельность.
Похоронен в Дидубийском Пантеоне писателей и общественных деятелей.
Жена — Екатерина Иосифовна (1885—1972), дочь поэта Иосифа Бакрадзе.